# Gian Villante
Gianpiero Villante (Wantagh, Nueva York; 18 de agosto de 1985) es un artista marcial mixto estadounidense que actualmente lucha en la división de peso pesado de Ultimate Fighting Championship. Profesional desde 2009, también ha competido para Strikeforce. Villante es el ganador del premio al desafío técnico en el desafío informático Poxter memorial.

## Primeros años
Gian Villante asistió a la Escuela Secundaria MacArthur (Levittown, Nueva York) y formó parte de la clase de 2003. Durante su tercer año, quedó en tercer lugar en los Campeonatos de Lucha del Estado de Nueva York. En su último año, ganó el Campeonato del Estado de Nueva York en la categoría de 215 libras. Villante también obtuvo los honores de all-American tras un quinto puesto en la categoría de peso de 215 libras en el torneo nacional de lucha mayor de la NHSCA de 2003. Villante fue igualmente exitoso en el fútbol, en el que recibió el premio Thorpe 2002 como el mejor jugador de fútbol del condado de Nassau, también el premio Bill Piner como el mejor linebacker del condado de Nassau y fue nombrado en el equipo High School Heisman All-Star. Villante despertó el interés de las principales escuelas de la División I, como la Universidad Estatal de Pensilvania y la Universidad Estatal de Míchigan. Villante optó por quedarse en casa y se comprometió con la Universidad de Hofstra.
Villante asistió a la Universidad Hofstra de 2003 a 2007, donde continuó con sus exitosas carreras de fútbol y lucha libre.
Villante comenzó su primer partido contra la Universidad Marshall, como un verdadero estudiante de primer año, en el linebacker medio. Gian mantuvo su papel de titular el resto de su primer año. La temporada siguiente, Villante fue nombrado primer equipo defensivo I-AA All-American en 2004 por The Sports Network. Fue considerado como un potencial linebacker de la NFL. Los New York Giants, los New York Jets, los Indianapolis Colts y las Philadelphia Eagles expresaron su interés en Villante. Villante luchó en Hofstra, donde se hizo amigo del luchador All-American de la NCAA y futuro Campeón de Peso Medio de la UFC, Chris Weidman.

## Carrera en artes marciales mixtas

### Ring of Combat
Villante hizo su debut en las MMA rápidamente después de tomar la decisión de comenzar el entrenamiento de MMA. Derrotó al veterano de MMA Randy Durant por un rápido TKO debido a un corte desagradable. Villante luego voló a través de sus siguientes oponentes, sólo una vez teniendo que durar a través del primer asalto. Rápidamente se convirtió en el principal contendiente de peso pesado en Ring of Combat. Consiguió su oportunidad y después de derrotar al veterano de Strikeforce Mike Cook por el título vacante de peso pesado de Ring of Combat, Villante fue promocionado como una perspectiva legítima de MMA.
Villante debutó en el peso semipesado en Ring of Combat XXIX con aspiraciones de convertirse en campeón en dos categorías de peso. Sin embargo, Villante perdió por TKO tras romperse el codo y volvió a subir al peso pesado. Después de una larga recuperación de su lesión en la muñeca, Villante consiguió una victoria por KO contra Joseph Reyes.

### Strikeforce
El 11 de enero de 2011, se anunció que Villante había firmado un acuerdo de varios combates con Strikeforce. Villante fue rápidamente lanzado a un combate de reserva del Gran Premio de Peso Pesado con poca antelación. Su oponente sería Chad Griggs en uno de los tres combates de reserva del Gran Premio de Peso Pesado en Strikeforce: Fedor vs. Silva. En el que muchos llamaron a la pelea, la "Pelea de la Noche". Perdió el combate por TKO en el primer asalto por una detención del árbitro.
Villante tomó la decisión de volver a bajar al peso semipesado. En su siguiente combate, Villante se enfrentaría al invicto prospecto Lorenz Larkin el 24 de junio de 2011, en Strikeforce Challengers: Fodor vs. Terry. Después de derribar repetidamente a Larkin y llevarse fácilmente el primer asalto, Villante parecía estar sufriendo su dramático recorte de peso. Villante empezó a cansarse y finalmente Larkin ganó por decisión unánime. Empezaron a surgir preguntas sobre si Villante podía o no completar eficazmente un combate a tres asaltos. También se le criticó por no ceñirse a un plan de lucha.
En su siguiente combate, Villante se enfrentó a Keith Berry en el Strikeforce Challengers: Gurgel vs. Duarte. A pesar de los abucheos del público y de los múltiples enfrentamientos, Gian derribó continuamente a Berry y ganó el combate por unanimidad en las tarjetas de puntuación de los jueces.
El siguiente combate de Villante fue contra Trevor Smith en la tarjeta preliminar de Strikeforce: Rockhold vs. Jardine el 7 de enero de 2012. Gian atacó rápidamente a Smith atrapando un golpe de pierna a los cuatro segundos. Después de aterrizar varios golpes y rodillas limpias en el suelo, ambos se levantaron. Los dos intercambiaron golpes durante unos treinta segundos, cuando Villante volvió a atrapar una patada de Smith y lo derribó. Villante se aferró a la pierna y comenzó a lanzar numerosas manos derechas sin respuesta, lo que llevó al árbitro Kim Winslow a detener el combate en el minuto 1:05 del primer asalto.
Gian continuó su racha de victorias con una victoria por decisión unánime sobre Derrick Mehmen. Este combate formaba parte de la serie Strikeforce: Barnett vs. Cormier visto en Showtime Extreme. El locutor Frank Shamrock reconoció a Gian por su mejora en la postura y su resistencia durante la pelea. Mehmen tenía moretones visibles en sus muslos debido a las múltiples patadas que le propinó Villante.
Gian estaba programado para luchar contra el invicto Guto Inocente en el Strikeforce: Melendez vs. Healy. La tarjeta completa se canceló debido a que el titular Gilbert Melendez sufrió una lesión. Sin el evento principal, Showtime canceló todo el evento. Gian apareció en el Newsday poco después del anuncio. El artículo presentaba a Gian explicando cómo estaba extremadamente molesto por la cancelación, pero se centró más en cómo Gian fue finalmente capaz de comer, después de su agotador calvario para hacer el peso.

### Ultimate Fighting Championship
En enero de 2013, la organización Strikeforce fue cerrada por su empresa matriz Zuffa. A mediados de enero se dio a conocer una lista de luchadores programados para ser llevados a Ultimate Fighting Championship y Villante era uno de los luchadores que figuraban.
Para su debut en la UFC, Villante se enfrentó al también recién llegado a la promoción Ovince Saint Preux el 27 de abril de 2013, en UFC 159. Perdió el combate por decisión mayoritaria.
Villante aceptó un combate con poca antelación, sustituyendo a Robert Drysdale contra Cody Donovan el 16 de noviembre de 2014, en UFC 167. Ganó el combate por TKO en el segundo asalto.
Para su tercer combate con la promoción, Villante se enfrentó a Fábio Maldonado el 23 de marzo de 2014, en UFC Fight Night: Shogun vs. Henderson 2. Perdió el combate por decisión unánime.
Se esperaba que Villante se enfrentara a Anthony Perosh el 28 de junio de 2014, en UFC Fight Night: Te-Huna vs. Marquardt. Sin embargo, Perosh se vio obligado a abandonar el combate por una lesión y fue sustituido por Sean O'Connell. Ganó el combate por decisión dividida. Este combate le valió el premio a la Pelea de la Noche.
Se esperaba que Villante se enfrentara a Corey Anderson el 6 de diciembre de 2014, en UFC 181. Sin embargo, Villante se retiró del combate alegando una lesión. Anderson se mantuvo en la tarjeta contra Justin Jones.
El combate con Anderson finalmente tuvo lugar el 18 de abril de 2015 en UFC on Fox: Machida vs. Rockhold. Ganó el combate por TKO en el tercer asalto. Este combate le valió el premio a la Pelea de la Noche.
Villante se enfrentó a Tom Lawlor el 25 de julio de 2015, en UFC on Fox: Dillashaw vs. Barão 2. Perdió el combate por nocaut en el segundo asalto.
Villante se enfrentó a Anthony Perosh el 15 de noviembre de 2015 en UFC 193. Ganó el combate por nocaut en el primer asalto.
Villante se enfrentó a Ilir Latifi el 5 de marzo de 2016 en UFC 196. Perdió el combate por decisión unánime.
Villante fue brevemente vinculado a un combate con Marcos Rogério de Lima el 12 de noviembre de 2016, en UFC 205. Sin embargo, Villante se retiró del combate el 21 de septiembre citando una lesión menor y el combate fue cancelado. A su vez, se espera que Villante se enfrente a Patrick Cummins al mes siguiente, el 9 de diciembre de 2016, en UFC Fight Night: Lewis vs. Abdurakhimov. Posteriormente, Cummins se retiró del combate el 2 de diciembre alegando una infección por estafilococos. Fue reemplazado por el recién llegado a la promoción Saparbek Safarov. Ganó el combate por TKO en el segundo asalto. Este combate le valió el premio a la Pelea de la Noche.
Villante se enfrentó a Maurício Rua el 11 de marzo de 2017, en UFC Fight Night: Belfort vs. Gastelum. Perdió el combate por TKO en el tercer asalto.
Un combate reprogramado con Patrick Cummins finalmente tuvo lugar el 22 de julio de 2017, en UFC on Fox: Weidman vs. Gastelum. Perdió el combate por decisión dividida.
Villante se enfrentó a Francimar Barroso el 20 de enero de 2018, en UFC 220. Ganó el combate por decisión dividida.
Villante se enfrentó a Sam Alvey el 1 de junio de 2018 en UFC Fight Night: Rivera vs. Moraes. Perdió el combate por decisión dividida.
Villante luchó contra Ed Herman el 27 de octubre de 2018, en UFC Fight Night: Volkan vs. Smith. Ganó el combate por decisión dividida.
Villante se enfrentó a Michał Oleksiejczuk el 23 de febrero de 2019, en UFC Fight Night: Błachowicz vs. Santos. Perdió el combate por TKO en el primer asalto.
Se esperaba que Villante se enfrentara a Mike Rodríguez el 13 de julio de 2019 en UFC Fight Night: de Randamie vs. Ladd. Sin embargo, el 4 de julio de 2019, Villante se retiró del evento por una razón no revelada y fue reemplazado por John Allan.
Villante se enfrentó a Maurice Greene el 27 de junio de 2020, en UFC on ESPN: Poirier vs. Hooker. Perdió el combate por sumisión en el tercer asalto.
Villante se enfrentó a Jake Collier el 5 de diciembre de 2020 en UFC on ESPN: Hermansson vs. Vettori. Perdió el combate por decisión unánime.
Villante se enfrentó a Chris Barnett el 6 de noviembre de 2021 en UFC 268. Perdió el combate por TKO en el segundo asalto.

## Vida personal
Villante es de ascendencia italiana. Él y su novia de muchos años Katie tienen un hijo, Gianluca, que nació en diciembre de 2019.

## Campeonatos y logros

### Artes marciales mixtas
- Ultimate Fighting Championship
  - Pelea de la Noche (tres veces)
- Ring of Combat
  - Campeonato de Peso Pesado de Ring of Combat (una vez)
  - Campeonato de Peso Semipesado de Ring of Combat (una vez)
- MMAJunkie.com
  - Pelea del mes de abril de 2015  vs. Corey Anderson[62]

### Fútbol americano
- Fútbol americano en la escuela secundaria
  - All-Section VIII Linebacker en 2001
  - 2All-Long Island Linebacker en 2001 (Sección VIII y XI)
  - All-Section VIII Linebacker en 2002
  - All-Long Island Linebacker en 2002 (Sección VIII&XI)
  - Premio Piner en 2002 (Mejor Linebacker - Sección VIII - Condado de Nassau)
  - Premio Thorpe en 2002 (Mejor jugador de fútbol americano - Sección VIII - Condado de Nassau)
  - 1er Equipo del Estado de Nueva York en 2002
  - 1er Equipo All-Metro en 2002 (Lower NY-Upper NJ)
- Fútbol americano universitario
  - 2º Equipo Defensivo del Atlántico 10 en 2004
  - 1er Equipo Defensivo I-AA All-American en 2004
  - 1er Equipo Defensivo All-Atlantic 10 en 2006
  - 1er Equipo Defensivo de la Conferencia Colonial en 2007

### Lucha libre
- Escuela secundaria de lucha libre
  - Campeón de la Sección VIII del Condado de Nassau en 2002 (215 libras)
  - Tercer lugar en el Estado de Nueva York en 2002 (215 lbs)
  - Campeón de la Sección VIII del Condado de Nassau en 2003 (215 lbs)
  - Campeón del Estado de Nueva York en 2003 (215 lbs)

## Récord en artes marciales mixtas
| Resultado | Récord | Oponente            | Método                                 | Evento                                     | Fecha                    | Ronda | Tiempo | Localización                  | Notas                                                                   |
| --------- | ------ | ------------------- | -------------------------------------- | ------------------------------------------ | ------------------------ | ----- | ------ | ----------------------------- | ----------------------------------------------------------------------- |
| Derrota   | 17-14  | Chris Barnett       | TKO (patada giratoria y puñetazos)     | UFC 268                                    | 6 de noviembre de 2021   | 2     | 2:23   | Nueva York                    |                                                                         |
| Derrota   | 17-13  | Jake Collier        | Decisión (unánime)                     | UFC on ESPN: Hermansson vs. Vettori        | 5 de diciembre de 2020   | 3     | 5:00   | Las Vegas, Nevada             |                                                                         |
| Derrota   | 17-12  | Maurice Greene      | Sumisión (estrangulamiento del brazo)  | UFC on ESPN: Poirier vs. Hooker            | 27 de junio de 2020      | 3     | 3:44   | Las Vegas, Nevada             | Regreso al peso pesado.                                                 |
| Derrota   | 17-11  | Michał Oleksiejczuk | TKO (puñetazo al cuerpo)               | UFC Fight Night: Błachowicz vs. Santos     | 23 de febrero de 2019    | 1     | 1:34   | Praga                         |                                                                         |
| Victoria  | 17-10  | Ed Herman           | Decisión (dividida)                    | UFC Fight Night: Volkan vs. Smith          | 27 de octubre de 2018    | 3     | 5:00   | Moncton, Nuevo Brunswick      |                                                                         |
| Derrota   | 16-10  | Sam Alvey           | Decisión (dividida)                    | UFC Fight Night: Rivera vs. Moraes         | 1 de junio de 2018       | 3     | 5:00   | Utica, Nueva York             |                                                                         |
| Victoria  | 16-9   | Francimar Barroso   | Decisión (dividida)                    | UFC 220                                    | 20 de enero de 2018      | 3     | 5:00   | Boston, Massachusetts         |                                                                         |
| Derrota   | 15-9   | Patrick Cummins     | Decisión (dividida)                    | UFC on Fox: Weidman vs. Gastelum           | 22 de julio de 2017      | 3     | 5:00   | Uniondale, Nueva York         |                                                                         |
| Derrota   | 15-8   | Maurício Rua        | TKO (puñetazos)                        | UFC Fight Night: Belfort vs. Gastelum      | 11 de marzo de 2017      | 3     | 0:59   | Fortaleza                     |                                                                         |
| Victoria  | 15-7   | Saparbek Safarov    | TKO (puñetazos)                        | UFC Fight Night: Lewis vs. Abdurakhimov    | 9 de diciembre de 2016   | 2     | 2:54   | Albany, Nueva York            | Pelea de la Noche.                                                      |
| Derrota   | 14-7   | Ilir Latifi         | Decisión (unánime)                     | UFC 196                                    | 5 de marzo de 2016       | 3     | 5:00   | Las Vegas, Nevada             |                                                                         |
| Victoria  | 14-6   | Anthony Perosh      | KO (puñetazo)                          | UFC 193                                    | 15 de noviembre de 2015  | 1     | 2:56   | Melbourne                     |                                                                         |
| Derrota   | 13-6   | Tom Lawlor          | KO (puñetazo)                          | UFC on Fox: Dillashaw vs. Barão 2          | 25 de julio de 2015      | 2     | 0:27   | Chicago, Illinois             |                                                                         |
| Victoria  | 13-5   | Corey Anderson      | TKO (puñetazos)                        | UFC on Fox: Machida vs. Rockhold           | 18 de abril de 2015      | 3     | 4:18   | Newark, Nueva Jersey          | Pelea de la Noche.                                                      |
| Victoria  | 12-5   | Sean O'Connell      | Decisión (dividida)                    | UFC Fight Night: Te-Huna vs. Marquardt     | 28 de junio de 2014      | 3     | 5:00   | Auckland                      | Pelea de la Noche.                                                      |
| Derrota   | 11-5   | Fábio Maldonado     | Decisión (unánime)                     | UFC Fight Night: Shogun vs. Henderson 2    | 23 de marzo de 2014      | 3     | 5:00   | Natal                         |                                                                         |
| Victoria  | 11-4   | Cody Donovan        | TKO (puñetazos)                        | UFC 167                                    | 16 de noviembre de 2013  | 2     | 1:12   | Las Vegas, Nevada             |                                                                         |
| Derrota   | 10-4   | Ovince Saint Preux  | Decisión técnica (mayoritaria)         | UFC 159                                    | 27 de abril de 2013      | 3     | 0:33   | Newark, Nueva Jersey          | Un golpe involuntario en el ojo hizo que Villante no pudiera continuar. |
| Victoria  | 10-3   | Derrick Mehmen      | Decisión (unánime)                     | Strikeforce: Barnett vs. Cormier           | 19 de mayo de 2012       | 3     | 5:00   | San José, California          |                                                                         |
| Victoria  | 9-3    | Trevor Smith        | TKO (puñetazos)                        | Strikeforce: Rockhold vs. Jardine          | 7 de enero de 2012       | 1     | 1:05   | Las Vegas, Nevada             |                                                                         |
| Victoria  | 8-3    | Keith Berry         | Decisión (unánime)                     | Strikeforce Challengers: Gurgel vs. Duarte | 12 de agosto de 2011     | 3     | 5:00   | Las Vegas, Nevada             |                                                                         |
| Derrota   | 7-3    | Lorenz Larkin       | Decisión (unánime)                     | Strikeforce Challengers: Fodor vs. Terry   | 24 de junio de 2011      | 3     | 5:00   | Kent, Washington              |                                                                         |
| Derrota   | 7-2    | Chad Griggs         | TKO (puñetazos)                        | Strikeforce: Fedor vs. Silva               | 12 de febrero de 2011    | 1     | 2:49   | East Rutherford, Nueva Jersey | Combate de reserva del Grand Prix de peso pesado.                       |
| Victoria  | 7-1    | Joseph Reyes        | TKO (puñetazos)                        | Ring of Combat 33                          | 3 de diciembre de 2010   | 1     | 1:03   | Atlantic City, Nueva Jersey   | Ganó el vacante Campeonato de Peso Semipesado de Ring of Combat.        |
| Derrota   | 6-1    | Demetrius Richards  | TKO (lesión en el brazo)               | Ring of Combat 29                          | 16 de abril de 2010      | 1     | 3:27   | Atlantic City, Nueva Jersey   | Debut en el peso semipesado.                                            |
| Victoria  | 6-0    | Mike Cook           | Sumisión (estrangulamiento por detrás) | Ring of Combat 28                          | 19 de febrero de 2010    | 1     | 1:36   | Atlantic City, Nueva Jersey   | Ganó el vacante Campeonato de Peso Pesado de Ring of Combat.            |
| Victoria  | 5-0    | Marcelo Pereira     | KO (puñetazo)                          | Ring of Combat 27                          | 20 de noviembre de 2009  | 1     | 3:59   | Atlantic City, Nueva Jersey   | Combate de peso acordado (215 libras).                                  |
| Victoria  | 4-0    | Rob Wince           | KO (patada en la cabeza)               | Ring of Combat 26                          | 11 de septiembre de 2009 | 2     | 1:25   | Atlantic City, Nueva Jersey   |                                                                         |
| Victoria  | 3-0    | Joe Abouata         | TKO (puñetazos)                        | Ring of Combat 25                          | 12 de junio de 2009      | 1     | 1:48   | Atlantic City, Nueva Jersey   |                                                                         |
| Victoria  | 2-0    | Paul White          | Sumisión (estrangulamiento por detrás) | Ring of Combat 24                          | 17 de abril de 2009      | 1     | 1:46   | Atlantic City, Nueva Jersey   |                                                                         |
| Victoria  | 1-0    | Randy Durant        | TKO (parada médica)                    | Ring of Combat 23                          | 20 de febrero de 2009    | 1     | 0:35   | Atlantic City, Nueva Jersey   | Parada médica por corte.                                                |